# Chaîne de l'Épine
Pour les articles homonymes, voir L'Épine et Épine.
La chaîne de l'Épine, située dans le département de la Savoie, en France, est un long chaînon du massif jurassien qui court du nord au sud, depuis le col de l'Épine à La Motte-Servolex, en banlieue de Chambéry, jusqu'à la bordure occidentale du massif de la Chartreuse, près de la commune des Échelles, au nord de Saint-Laurent-du-Pont.
Plusieurs itinéraires ont emprunté cette chaîne de l'Épine et ses cols, utilisant initialement des voies ouvertes par les torrents de l'époque glaciaire, pour franchir les Alpes et les massifs savoyards, passant de la région lyonnaise à Turin et l'Italie du Nord, avec des objectifs  militaires ou non (randonnées, courses cyclistes, échanges commerciaux et touristiques entre la France et l'Italie, etc.). Des aménagements de voies de passage ont été réalisés.

## Toponymie
Il existe plusieurs explications pour l'origine du toponyme de « chaîne de l'Épine ».
Le nom de cette chaîne de montagnes apparaît dans différents actes de la période médiévale : de Spina (nom d'homme, XIe, XIIe, XIIIe), mention du château et de la chaîne, castrum de Spina et Mons Spine (1308), Mons Spina (1497), de l'Espine (nom d'homme, XIVe).
La légende raconte que le seigneur Guillaume de Montbel aurait participé à la Croisade (1248-1250) aux côtés de saint Louis et qu'il aurait obtenu du roi de Palestine une épine de la Sainte Couronne du Christ,. À son retour, il l'aurait déposée dans la chapelle castrale à Nances,. Le lieu serait devenu un lieu de pèlerinage important et le nom serait passé au château. Adolphe Gros souligne (voir ci-dessus) qu'une famille de l'Épine est déjà mentionnée aux siècles précédents.
Il propose une seconde explication, « plus simple », le mot « Epine », dérivant du latin spina, désigne « un lieu où il y a des épines ». Cette hypothèse, « couverte de buissons », est retenue par Ernest Nègre.
Une troisième explication est avancée sur une brochure sur l'Avant-pays savoyard, éditée par le Conseil général de la Savoie, qui verrait dans le toponyme un rapprochement avec le dieu celtique Pen qui, en plus du terme « Épine » aurait également donné le nom « Lépin » à la commune de Lépin-le-Lac au pied ouest de la chaîne.

## Géographie

### Topographie
La chaîne de l'Épine et le mont du Chat séparent le lac du Bourget du lac d'Aiguebelette.
Le point culminant de la chaîne de l'Épine est le mont Grelle à 1 427 mètres d'altitude. Un autre sommet remarquable est la pointe de Gratte-Cul à 1 232 mètres d'altitude. Le point culminant du mont du Chat est à une altitude de 1 496 mètres.
Des cols permettent de passer la chaîne :
- le col de l'Épine (987 m) est ouvert à la circulation automobile ;
- les cols de Saint-Michel et du Crucifix, qui surplombent le lac d'Aiguebelette, autrefois empruntés par des voies romaines et la voie sarde[5], sont des sentiers non carrossables.

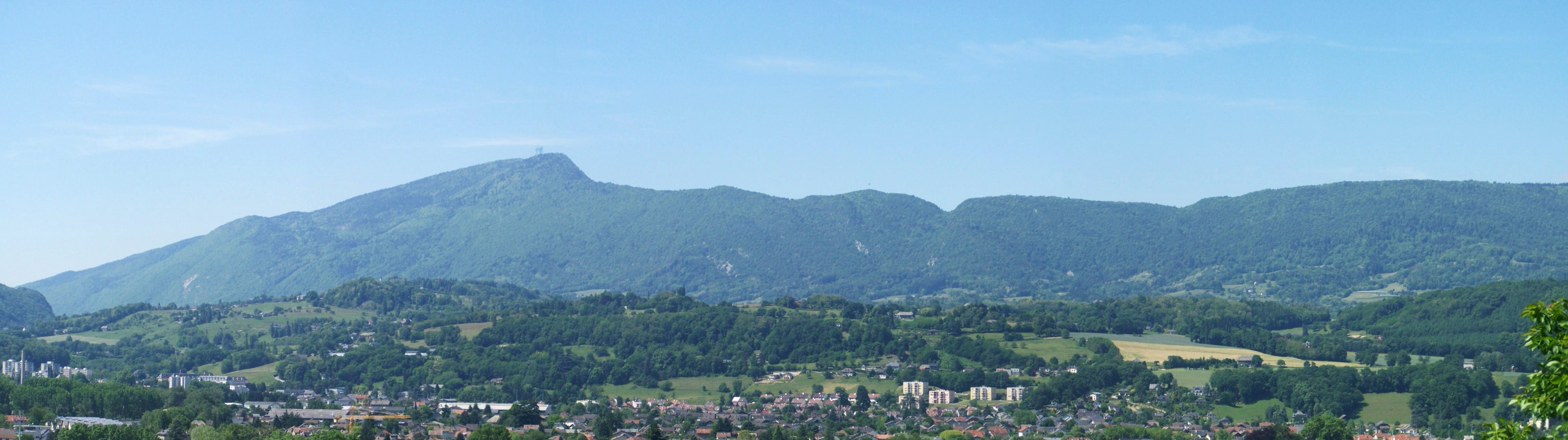
Panoramique de l'Épine depuis Chambéry, avec Cognin au pied et le col Saint-Michel situé au niveau du creux.

### Géologie
La chaîne de l'Épine est un anticlinal appartenant à la structure géologique du massif du Jura nommée la Haute-Chaîne. Coincée entre deux fossés molassiques datant du Miocène, elle est principalement constituée de calcaires datant du Jurassique et du Crétacé. La face occidentale de la chaîne, entre le col de l'Épine et le col de Saint-Michel, est composée de calcaires datant du Kimméridgien et de l'Oxfordien et d'éboulis au niveau de la base, tandis que la partie située au sud du col de Saint-Michel est constituée principalement d'éboulis, avec du calcaire Jurassique sur la ligne de crête. La face orientale, pour sa part, est constituée de marnes et « marbres bâtards » du Valanginien avec des éboulis et quelques calcaires du Crétacé à la base.
Au niveau du col de Saint-Michel, la chaîne bifurque en direction du sud-ouest ; cela est dû à la faille décrochante de l'Épine qui passe à cet endroit dans un sens NE-SO et a dévié la chaîne dans cette direction. Une autre faille décrochante traverse la chaîne perpendiculairement au nord de la pointe de Gratte-Cul. Le pli se prolonge au-delà du Guiers pour rejoindre l'anticlinal du mont Tournier et former le plateau du Grand-Ratz qui est la terminaison sud du massif jurassien.

## Histoire
Plusieurs routes ont emprunté cette chaîne de l'Épine et ses cols, pour traverser les Alpes et les montagnes du Jura savoyard et passer de la région lyonnaise à Turin et l'Italie du Nord, avec des objectifs de différentes natures. Une route, désormais goudronnée, passe par le col de l'Épine, d'une altitude de 987 mètres. Les deux autres cols, le col du Crucifix (915 m) et le col Saint-Michel (903 m), surplombent le lac d'Aiguebelette et sont traversés par des sentiers de randonnée. Certains de ces sentiers suivent les tracés d'anciennes voies romaines et des voies naturelles creusées par les eaux des torrents des périodes glaciaires. Relativement délaissés au Moyen Âge,  ces défilés et lieux de passage retrouvent un intérêt ensuite pour quelques usages militaires notamment.

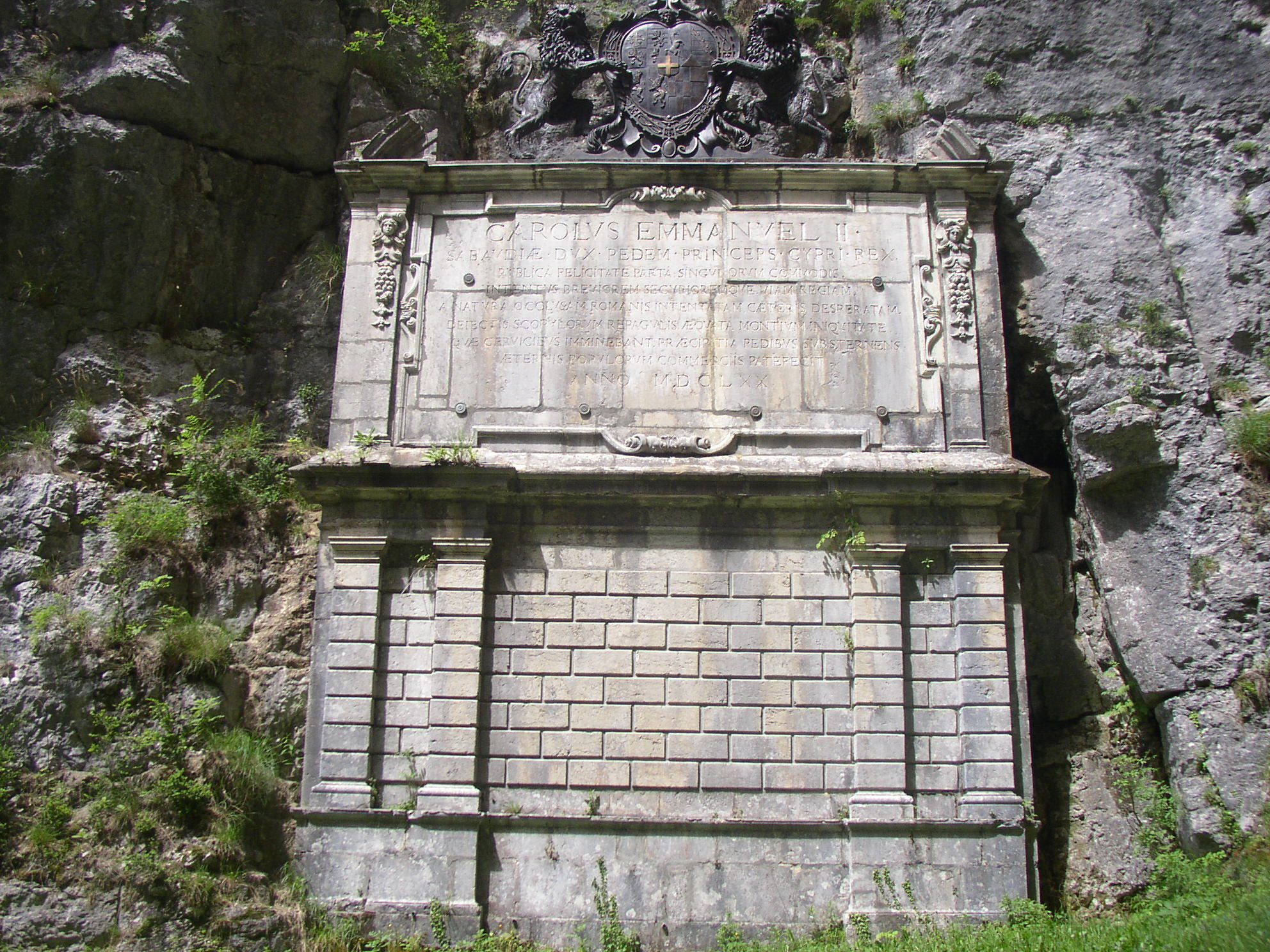
Monument Charles-Emmanuel II à la sortie du défilé.

François Ier utilise ainsi ce lieu de passage vers l'Italie et l'aurait trouvé malcommode et raide pour des troupes armées, car certains passages se franchissent avec des échelles. D'abord romain le chemin devient, en 1670, une route carrossable sur ordre de Charles-Emmanuel II, duc de Savoie, dans le but de relier ses terres de Savoie à Turin, alors capitale du duché de Savoie. Ceci nécessite des travaux considérables, en particulier pour l'aménagement de la « rampe sarde » qui relie la sortie du défilé à la plaine des Échelles en contrebas. Les Sardes rénovent également le canal qui longe la voie sur 300 mètres et permet l’évacuation du trop plein des eaux débouchant de la grotte supérieure. Un monument, situé près de Saint-Christophe en Savoie, à l'extrémité sud de la chaîne de l'Épine, commémore cette ouverture de la route royale de Charles-Emmanuel II de Savoie de Turin à Lyon en 1670. En 1720, à la suite de l'acquisition de la Sardaigne par le traité de Londres de 1718, le duché est rattaché officiellement au royaume de Sardaigne, ce qui conduit la route à être baptisée familièrement sous le nom de « voie sarde ».
Un siècle plus tard, c'est Napoléon qui s'intéresse à cette route étroite pour ses campagnes militaires et tente de l'aménager. Après treize ans de construction, de 1804 à 1817, le tunnel de la Grotte contourne la voie sarde. Il mesure près de 300 mètres de long et 7,6 mètres de large et de haut. L'artiste anglais Joseph Mallord William Turner dessine des vues de la voie sarde et du nouveau tunnel en 1819.
Le col de l'Épine constitue également au XXe siècle, de façon plus pacifique, un point de passage du Tour de France cycliste. C'est le cas en 1947, 1965 et 1968, classé en catégorie 2, avec les passages en tête successifs d'Apo Lazaridès, de Gianni Motta puis d'Aurelio González Puente.
La route nationale 6 emprunte le tunnel creusé par Napoléon pour traverser l'extrémité sud de la chaîne de l'Épine et rejoindre la frontière italienne. Un tunnel à deux tubes est ensuite creusé pour un passage autoroutier, à travers la majeure partie de la crête, nommé « tunnel de l'Épine ». L'autoroute A43 passe par ce tunnel sous le col de l'Épine. Le tube nord, d'une longueur de 3 182 mètres, est achevé en 1974. Le tube sud, d'une longueur de 3 157 mètres, est achevé en 1991. À environ cinq kilomètres au sud se trouve un tunnel à voie unique achevé un siècle plus tôt, en 1884, pour la ligne de Saint-André-le-Gaz à Chambéry. Ce tunnel de 3 076 mètres commence à l'est de la gare d'Aiguebelette-le-Lac et passe sous la crête, au sud du col Saint-Michel, pour déboucher juste à l'ouest de la gare de Saint-Cassin-la-Cascade, désormais fermée, dans la vallée de l'Hyères, un affluent gauche du Rhône.